# Bjal kladenets (distrikt i Bulgarien, Sliven)
Bjal kladenets (bulgariska: Бял кладенец) är ett distrikt i Bulgarien.   Det ligger i kommunen Obsjtina Nova Zagora och regionen Sliven, i den centrala delen av landet, 240 kilometer öster om huvudstaden Sofia.
Trakten runt Bjal kladenets består till största delen av jordbruksmark. Runt Bjal kladenets är det ganska glesbefolkat, med 24 invånare per kvadratkilometer.